# Cattedrale di Gesù Misericordioso (Vicebsk)
La cattedrale di Gesù Misericordioso (in bielorusso: Кафедральны сабор Ісуса Міласэрнага) è la cattedrale cattolica della diocesi di Vicebsk, in Bielorussia.

## Storia
La posa della prima pietra è avvenuta nel 2004. La chiesa, dedicata a Gesù Misericordioso nell'ottobre 2009, è stata elevata a cattedrale da papa Benedetto XVI il 18 giugno 2011.
In occasione del 30º anniversario dell'elezione a papa di Giovanni Paolo II, i cattolici polacchi hanno donato alla diocesi un monumento raffigurante il papa posto all'esterno della cattedrale.